# Phantasma
Phantasma – drugi studyjny album Holenderskiego DJ-a, Leona Boliera. Premiera albumu miała miejsce 31 sierpnia 2010 roku. Wydawcą płyty były wytwórnie płytowe Spinnin 'Records oraz 2 Play Records.

## Lista utworów

### CD1
1. That Morning (album mix)
2. Dark Star (vs. Sied van Riel)
3. By Your Side (I Will Be There) (ft. Fisher)
4. Don’t Be Afraid
5. Highland Walk
6. War of the Worlds
7. 2099 (vs. Marcus Schössow)
8. Off road (vs. Joint Operations Centre)
9. Substitute (ft. Marieke de Kruijff)
10. Avalanche
11. Eden (vs. Roger Shah)
12. Butterfly

### CD2
1. The Attic
2. Shimamoto
3. Saturn (vs. W&W)
4. Sweetest Lie (ft. Alana Aldea)
5. I Close My Eyes
6. Creek
7. Assembly Line
8. Irresistible (ft. Marieke de Kruijff)
9. Fly Back To Her (vs. JOOP)
10. The Knights Approach
11. Icarus
12. A New Dawn